# Tine Harden
Tine Harden (født 24. august 1960) er en dansk fotograf.
Tine Harden arbejdede i mange år som pressefotograf for Politiken.
Harden har taget en del billeder i Afrika og det tidligere Østeuropa. Herhjemme har hun taget flere øjebliksbilleder af politikere, f.eks. den ny formand for Folketinget i 1989, udenrigsministeren i 1992, og et portræt af statsministeren på Marienborg i 2004. Harden har også taget billeder fra steder som Kødbyen i København såvel som i Operaen, København.
Hun har udgivet fotobogen A kick out of Africa med fodboldbilleder fra Afrika.
Hun har flere gange udstillet på Galerie Asbæk i København. Desuden har hun bl.a. udgivet bøgerne Victor Borge (2001) og Med slør – og uden (2005).
Tine Harden blev Årets Pressefotograf i 1992 og 1999. I 1992 blev hun også præmieret for Årets Pressefoto med et billede af den bekymrede udenrigsminister Uffe Elleman-Jensen ved afstemningen til EF-unionen.
Hun vandt desuden kategorien Nature and Environment i World Press Photo i 2000.